# Jacek Kazimierski

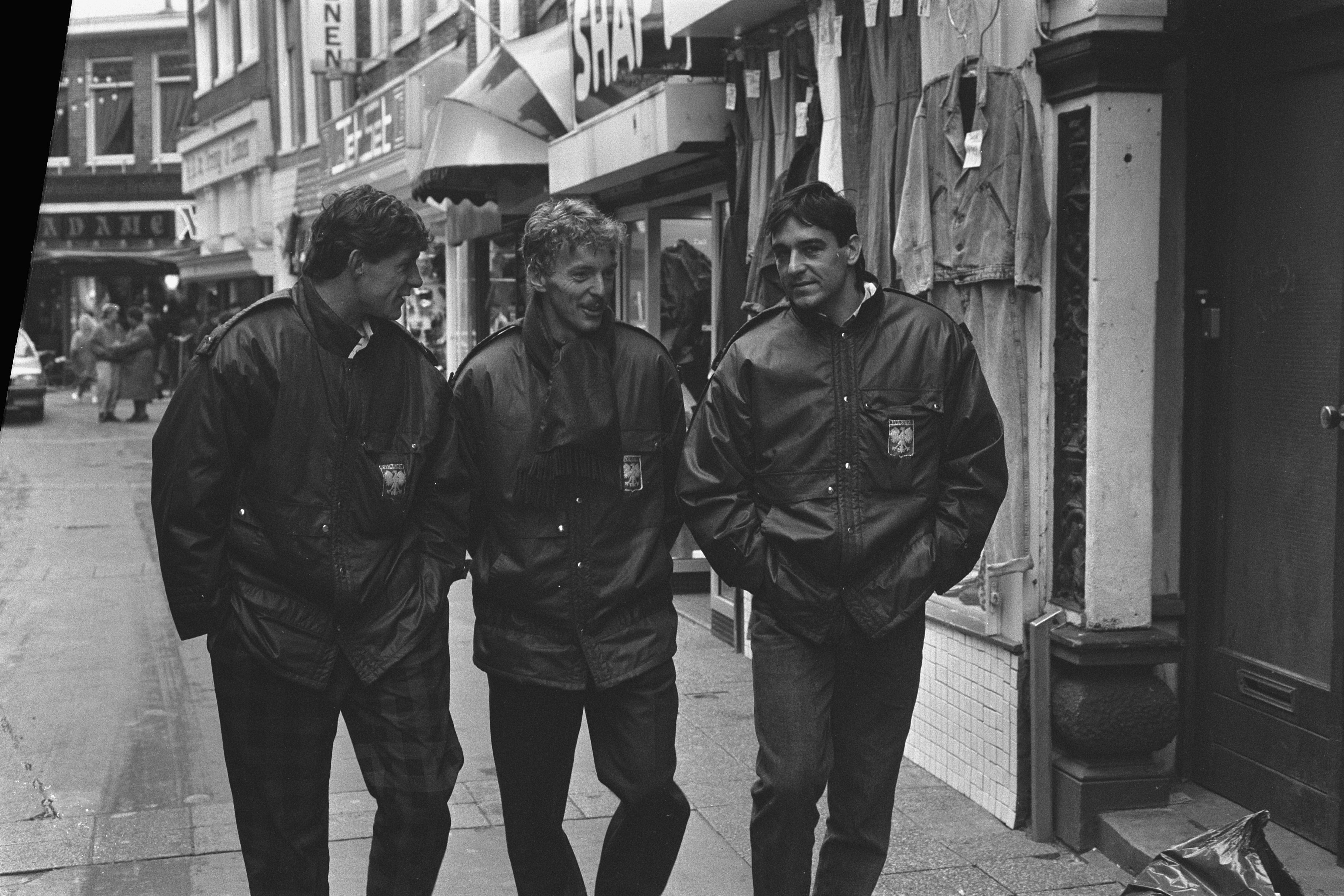
Jacek Kazimierski (rechts) mit Zbigniew Boniek (Mitte) und Włodzimierz Smolarek in der Amsterdamer Innenstadt; 1986

Jacek Kazimierski (* 17. August 1959 in Warschau, Polen) ist ein ehemaliger polnischer Fußballtorhüter.

## Vereinskarriere
Kazimierski begann seine Laufbahn bei Agrykola Warschau, bevor er 1978 zu Legia Warschau kam. Hier debütierte er in der Ekstraklasa und sichert sich im Laufe seiner zweiten Saison den Stammplatz im Tor. 1981 wurde er zum ersten Mal ins polnische Nationalteam berufen. 1987 wechselte er nach Griechenland zu Olympiakos Piräus. Hier konnte er sich allerdings nicht durchsetzen und verließ am Saisonende Griechenland in Richtung Belgien. Hier spielte er drei Saisons für den KAA Gent, bevor er 1991 seine Karriere beendete.

## Nationalmannschaft
Für die polnische Fußballnationalmannschaft absolvierte Jacek Kazimierski 23 Spiele und nahm mit Polen an der WM 1982 in Spanien und der WM 1986 in Mexiko teil.

## Wissenswertes
Seit Juni 2007 ist Jacek Kazimierski Torwarttrainer bei Wisła Kraków.

## Erfolge
- 2× Polnischer Pokalsieger (1980, 1981)
- 1× Griechischer Supercupsieger (1988)
- 2× WM-Teilnahme (1982, 1986)
- 1× WM-Dritter (1982)
- 1× U18 EM Dritter (1978)

| Personendaten    | Personendaten              |
| ---------------- | -------------------------- |
| NAME             | Kazimierski, Jacek         |
| KURZBESCHREIBUNG | polnischer Fußballtorhüter |
| GEBURTSDATUM     | 17. August 1959            |
| GEBURTSORT       | Warschau, Polen            |